# 盖尔·史旺伦德
盖尔·史旺伦德（Gail Swanlund，1963年—）是一位美国当代平面设计师和作家，现于美国加州藝術學院教授平面设计，曾任该学院平面设计系联合主任和加利福尼亚大学洛杉矶分校平面设计系教授。她将自己的作品描述为“立足于现实世界的平面设计实践和作为艺术形式的设计的交叉，对自然和超自然系统深表敬意”。
史旺伦德于1963年出生于明尼苏达州圣保罗，现居洛杉矶，与美国西海岸著名设计师Anne Burdick 、Denise Gonzales Crisp、Jens Gehlhaar、Geoff Kaplan、Geoff McFetridge、路易斯·桑德豪斯、Alexei Tylevich和Michael Worthington于同一创作社群工作。
史旺伦德曾在知名实验设计杂志《Emigre》任设计师及编辑职位，并在先锋艺术杂志《Artpaper》和《RealLife》以及文学杂志《BlackClock》担任设计师职位。其部分作品被旧金山现代艺术博物馆永久收藏。
其部分创意作品曾在旧金山现代艺术博物馆、洛杉矶当代展（LACE）、CAM Raleigh、波莫纳学院和捷克共和国布尔诺平面设计双年展上展览，并被一众收藏机构及学会收购。其中包括盖蒂研究所（Getty Institute）、洛杉矶县艺术博物馆（LACMA）、Merrill C. Berman收藏协会、SFMoMA和LACE。
史旺伦德目前担任DesignInquiry董事会成员。该机构为一家非营利性教育组织，致力于调研密集团队语境下的设计问题。